# Valdelosa
Valdelosa – gmina w Hiszpanii, w prowincji Salamanka, w Kastylii i León, o powierzchni 63,43 km². W 2011 roku gmina liczyła 487 mieszkańców.